# Лесные бродяги

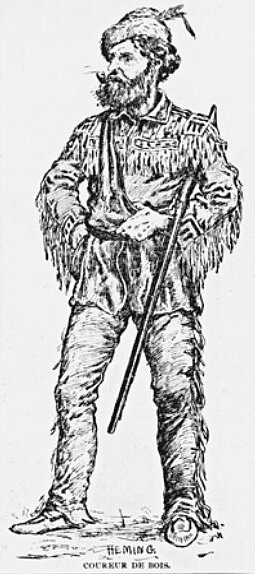
Лесной бродяга, гравюра на дереве, Артур Хеминг (1870—1940).

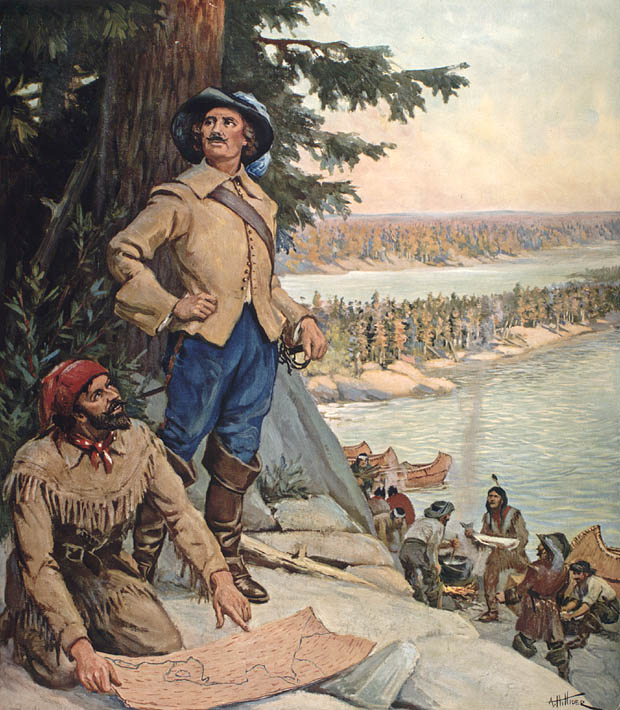
Лесной бродяга на картине «Ла Верендри у Лесного озера», около 1900—1930 гг.

Лесные бродяги (фр. Coureur des bois, в переводе с фр. — «лесные рассыльные, лесные курьеры») — первопроходцы, трапперы, охотники и независимые торговцы пушниной в лесных областях Северной Америки, действовавшие в XVII и XVIII веках. В отличие от крупных торговых компаний со своими агентами и филиалами, они самостоятельно переезжали во внутренние районы, жили с индейскими племенами, изучали их обычаи, охотились с ними и вели торговлю.
Начало торговли пушниной в Северной Америке восходит к Компании Новой Франции, образованной в 1627 году, и её предшественникам, поэтому культура и обычаи ранних охотников за пушниной находились под влиянием французского языка. Лесные бродяги сыграли важную роль в освоении континента европейцами и в установлении торговых контактов с коренными народами.

## История

### Возникновение
В июле 1608 года Самюэль де Шамплен во главе очередной экспедиции из Франции высадился в устье реки Святого Лаврентия и основал город Квебек. Весной следующего года он заключил союз с гуронами и алгонкинами. Шамплен решил отправить нескольких юношей жить среди них, чтобы они изучали их языки и служили переводчиками в будущем, а также в надежде убедить индейцев торговать с французами, а не с голландцами, которые активно действовали вдоль реки Гудзон и Атлантического побережья.
Молодые люди изучали местные языки и обычаи и, как правило, быстро приспосабливались к новой среде. Через год после отъезда Этьена Брюле в 1610 году к гуронам Шамплен посетил его и был удивлён, обнаружив, что он полностью одет в туземную одежду и свободно говорит на гуронском языке. Задачей Брюле было убеждать гуронов торговать пушниной с французами каждую весну, за свою работу он получал ежегодно 100 золотых монет от властей колонии. Между 1610 и 1629 годами десятки французов постоянно жили среди индейцев. Со временем эти ранние исследователи, путешественники и переводчики играли все более активную роль в пушном промысле, являясь первыми лесными бродягами.

### Расцвет
Осенью 1613 года во Франции была создана Канадская компания, а в 1620-х годах — конкурирующая с ней Компания Монморанси. 29 апреля 1627 года по распоряжению кардинала Ришельё была образована Компания Новой Франции, которой была предоставлена монополия на торговлю в канадских землях сроком на 15 лет. Традиционно власти Новой Франции предпочитали позволять индейцам поставлять пушнину напрямую французским торговцам и не поощряли французских поселенцев выбираться за пределы долины Святого Лаврентия. К середине XVII века Монреаль превратился в центр пушного промысла, где в августе ежегодно проходила ярмарка, на которой коренные народы обменивали свои меха на европейские товары. В 1649 году новый губернатор колонии Луи д’Айбу де Кулонж разрешил французам посетить страну гуронов, чтобы поощрять и сопровождать индейцев в Монреаль для участия в торговле. Хотя юридически это не давало право торговать лесным бродягам с местными жителями, некоторые историки считают, что Кулонж таким образом поощрял независимых торговцев и способствовал их росту.
В 1647 году началась война с ирокезами и торговые пути из Монреаля в страну гуронов были перерезаны, и вся система пушного промысла парализована. Лишь некоторым лесным бродягам удавалось прорывать блокаду ирокезов и устремляться вглубь лесов, и на месте скупать пушнину. Двое из них, Пьер-Эспри Радиссон и Медар де Грозейе, в 1659—1660 гг. добрались до территории современного американского штата Висконсин, обследовав район, расположенный к югу и западу от озера Верхнего и установив контакты с оттава, оджибве и дакота. 24 августа 1660 года они вернулись в Квебек и доставили пушнины на 200 000 ливров.
Успех экспедиции Радиссона и де Грозейе, а также значительное увеличение населения Новой Франции и мир с ирокезами, привели к внезапному росту лесных бродяг. Компании, которые монополизировали и регулировали торговлю пушниной, обанкротились после войны с ирокезами. Пришедшая им на смену Французская Вест-Индская компания гораздо меньше ограничивала внутреннюю торговлю, позволяя лесным бродягам становиться все более многочисленными. К тому же, внезапное падение цен на мех бобра на европейских рынках в 1664 году заставило больше торговцев отправиться в район Великих озёр, в поисках более дешёвой пушнины. Таким образом, в середине 1660-х годов стать лесным бродягой стало более осуществимым и прибыльным. Ежегодно по рекам и охотничьим тропам отправлялись сотни, а затем и тысячи независимых мелких скупщиков пушнины.

### Упадок
Этот внезапный рост встревожил многих колониальных чиновников. Власти Новой Франции пытались наложить запреты на действия лесных бродяг. В 1681 году, чтобы обуздать нерегулируемый пушной промысел независимых торговцев и их растущую прибыль, французский морской министр Жан-Батист Кольбер создал систему лицензий для торговцев пушниной, известную как конже (фр. congés). Первоначально эта система предоставляла 25 ежегодных лицензий торговцам, путешествующим вглубь страны. Получатели этих лицензий стали известны как вояжёры. Таким образом, система конже создала вояжёров, более легальный и респектабельный аналог лесных бродяг. С 1681 года вояжёры постепенно начали заменять лесных бродяг, хотя последние продолжали торговать без лицензий в течение нескольких десятилетий.
После внедрения системы конже число лесных бродяг сократилось, как и их влияние в Новой Франции. В конце XVII века их маршруты проходили уже к западу от озера Верхнего, вплоть до территории современной канадской провинции Манитоба. Увеличение масштабов пушного бизнеса за счёт включения в сферу торговли новых территорий, удлинение торговых путей и необходимость содержания и охраны факторий и укреплённых фортов требовали серьёзных вложений и были теперь лишь под силу большим компаниям. Лесные бродяги не могли уже больше выдерживать конкуренцию, им теперь отводилась роль наёмной рабочей силы в качестве перевозчиков пушнины, принадлежащей компаниям.